# 토리 고고
|제목=토리 고고
|제목 = 토리 고고
|제목 = 토리의 비밀 일기
《토리 고고》(Tori GO! GO!)는 김나경의 만화인 《토리의 비밀일기》와 《토리의 유학일기》를 원작으로 하여 제작된 대한민국의 애니메이션이다. 2006년 7월 25일부터 2006년 11월 28일까지 KBS 2TV에서 매주 화요일 오후 5시 30분에 방영되었고, 2007년 5월 14일부터는 투니버스에서 매주 월요일 ~ 목요일 오후 4시에 방영되었다. 그 외에도 2014년부터는 카툰 네트워크에서 방영되기 시작했다. 시청등급은 전체관람가이다.

## 방송 일시
| 방송 채널 | 방송 기간                   | 방송 시간                       |
| --------- | --------------------------- | ------------------------------- |
| KBS 2TV   | 2006년 7월 25일 ~ 11월 28일 | 화요일 오후 5시 30분 ~ 저녁 6시 |

## 줄거리
엉뚱하고 호기심 많은 주인공 도토리. 해맑게 자라나는 토리의 솔직 담백 성장기. 엄마와 딸 셋! 모(母) 녀(女) 이기 전에 여자! 살면서 겪는 여자로서의 미묘한 갈등들. 그리고 중간에 끼어 냉정하지만 똑똑하고 의젓한 언니 도우리와 어리광쟁이지만 귀여운 동생 도로리에게 채일 수밖에 없는 둘째의 설움. 그러나 그것에 아랑곳하지 않고 자신의 생각과 신념으로만 행동하는 고집불통, 사고뭉치 토리의 이야기.

## 등장인물

### 주연
- 도토리(영어: Tori 토리[*])

본 작의 주인공. 도씨네 집안의 둘째 딸이라 항상 서러운 아이. 나이는 10살로, 초등학교 3학년이며 3학년 4반 소속이다. 호기심 넘치는 사고뭉치. 조금 울보지만, 순수한 성격을 가졌으며 누구와도 잘 친해진다. 머리는 토끼밴드로 묶고 있으며, 앞니는 돌출형이다. 공부를 잘하나 운동에 약하다. 싫어하는 음식은 양파가 들어간 음식(특히 동그랑땡)이며, 좋아하는 음식은 스파게티, 라면, 떡볶이, 청국장이다.
명대사는;"왜 나만 갖고 그래?"
- 도우리(영어: Woori 우리[*])

토리의 언니. 도씨네 집안의 첫째 딸으로, 첫째답게 의젓하고 듬직하다. 나이는 13살이며, 초등학교 6학년이다. 두꺼운 안경을 끼고 있으며, 시크한 성격이지만 사실 마음씨는 누구보다도 따뜻하다. 반에서 거의 1등 수준으로 똑똑하다.
"토리 너, 언니한테 혼난다?!"
- 도로리(영어: Rori 로리[*])

토리의 여동생. 도씨네 집안의 막내 딸. 나이는 5살 정도이며, 순수한 성격으로 언니들의 말을 곧잘 따라한다. 그리고 깜짝 놀랄만큼 유식한 말을 하지만, 토리에게는 바보라고 불린다. 애완견인 빙글이와 대화가 가능하다.
"엄마, 토리 언니가 나 괴롭혀!"
- 토리 엄마(영어: Mom 엄마[*])

토리의 엄마. 평소에는 착하시지만, 가끔 엄격한 모습을 보이기도 한다.
"토리, 너 또!?"
- 도선생(영어: Dad 아빠[*])

토리의 아빠. 대학교 교수이다. 늘 밤 늦게 귀가해서 토리네 집에선 밤손님이 되기도 한다. 또, 늘 바쁜 몸이라 주말에도 일하러 가야해서 세자매들과 놀러갈 틈이 없다.
"허허허.. 흐음~"
- 정연(영어: Jeongyeon 정연[*])

토리의 친구. 늘 토리와 붙어다닌다. 가끔 엉뚱한 모습을 보일 때도 있지만, 사고뭉치 토리와는 달리 어른스러운 성격이다.
"토리야, 놀자~!"
- 보바(영어: Boba 보바[*])

김나경 작가의 오너캐. 뜬금없이 등장했다가, 사라졌다가 한다.
"헤헤, 오늘은 어떤 분장을 할까?"
- 공기 소녀(영어: Gonggi Girl 공기 소녀[*])

토리 고고내에서 하는 만화영화 공기 소녀에서 등장하는 인물.
"받아라! 정의의 공기 빔!"
- 당근 괴수(영어: carrot monster 당근 괴수[*])

토리 고고내에서 하는 만화영화 공기 소녀에 등장하는 악역 캐릭터. 말은 "당근, 당근"한다.
"당근, 당근! (또 너구나! 공기 소녀!)"

### 조연
- 채수지

토리의 친구. 꽤 부잣집 딸이다. 그게 어느 정도냐면 비싼 아이스크림을 사먹을 정도. 토리와 정말 잘 맞는다.
- 도빙글

토리가 키우는 강아지. 매일 빙글빙글 돌아서 빙글이라고 지은 듯하다.
- 메리

토리가 키웠던 병아리.
- 정연이 엄마

정연이의 엄마. 토리 엄마와 친하다.
- 선생님

토리네 반 담임 선생님.
- 집배원 아저씨

토리네 마을 집배원 아저씨.
- 고은이

토리 엄마 친구가 키우는 강아지.
- 회색인

토리 고고에서라면 언제 어디서나 등장하는 캐릭터.

### 단역
- 딸기 & 캔디

13화 고집불통 편에서 정연이가 토리와 다투자 새로 사귄 친구.
정연曰 캡 유치하단다.
- 민송이

토리의 친구. 토리와 정말 잘 맞는다. 토리처럼 운동을 못한다. 그리고 그림 그리기도 좋아한다고 한다.
17화 달리기 친구 편에서 도토리와 연인 사이가 되며 그의 남친이다.

## 목소리 출연
- 이선주 - 도토리 役
- 김선혜 - 도우리 役
- 오주연 - 도로리 / 채수지 役
- 김아영 - 토리 엄마 / 정연 / 공기소녀 役
- 김창기 - 토리 아빠(도선생) / 집배원 아저씨 役
- 안현서 - 선생님
- 양정화
- 정선혜
- 은정
- 여민정

## 제작진
- 제목: 토리 GO! GO! (영제: TORI GO! GO!)
- 원작/ 시나리오: 김나경
- 제작 책임: 김현수, 안유섭
- 프로듀서: 남진규, 안영준, 이영원, 이종길
- 감독/ 각색/ 콘티: 장재운
- 설정/ 작화연출: 배기용, 최수명
- 미술 감독: 이수경
- 원화: 홍청용, 문희, 조석신, 현종식, 오현규, 문미숙, 최철종, 이미영, 김미영, 제갈노일
- 동화 작감: 조수연
- 동화: 강누리, 박수정, 심장일, 이세미, 황민영, 이경순, 권해미, 차지은
- 스캔/ 트레스: 박성옥, 엄현숙, 정미자, 박은선, 차윤정, 김성연, 복성자, 이선주, 이민주, 정현숙, 김희정
- 채색: 박현미, 김연미, 김민웅, 배소정, 손효문, 이정혜, 안미경, 최상희, 김수정, 장 걸
- 배경: 이수경, 전누리, 김종훈
- 촬영 감독: 심철호
- 촬영: 고영진, 김병국, 강희창, 이진영, 유은정
- 편집: 정규환, 김재석, 박상명
- 제작 데스크: 이영원. 이원민
- 제작 진행: 이준일, 김은휘
- 음향 효과, 믹싱: 안호성
- 음악 감독: 설기태
- 주제가 작사, 작곡 : 설기태
- 노래: 자두/ 김민경, 이승원, 김수연, 설현수, KT-snow
- 브릿지제작 : 강원대학교 CT누리사업단, 박형익, 이선진, 박항아, 강지현, 김경애
- 브릿지 제작 자문: 박기복
- Ending촬영: 안인태
- 촬영 협조: 춘천우석초등학교
- 인형 제작: 김기문
- 기획: KBS
- 우리말 제작 : KBS 미디어
- 공동 제작: ㈜두루픽스, (재)강원정보영상진흥원, DPS

## 주제가
여는 노래(오프닝)
토리 GO! GO!
작곡ㆍ작사 - 설기태 / 노래 - 자두, 도토리(이선주), 도우리 (김선혜)(코러스)
닫는 노래(엔딩)
파란하늘아래
작곡ㆍ작사 - 설기태 / 노래 - 김민경, 도토리(이선주)(코러스)

## 방영 목록
| 회차          | 제목                                                 | 방송 일자        |
| ------------- | ---------------------------------------------------- | ---------------- |
| 1회           | 삼백원토리와 야수병아리 메리                         | 2006년 7월 25일  |
| 2회           | 비 오는 날공기 놀이로리의 책상                       | 2006년 8월 1일   |
| 3회           | 무서운 바퀴상처무서운 이야기                         | 2006년 8월 8일   |
| 4회           | 억울해자전거우리 집 세 자매                          | 2006년 8월 15일  |
| 5회           | 모기향힙합 바지바닷가에서 생긴 일                    | 2006년 8월 22일  |
| 6회           | 말썽쟁이 빙글이치마가 입고싶어요견학 기록문은 어려워 | 2006년 9월 5일   |
| 7회           | 집에 가는 길배가 고파요따라 하기                     | 2006년 9월 12일  |
| 8회           | 저금 통장거미의 습격웬 일이니 삐리                   | 2006년 9월 19일  |
| 9회           | 대청소담장 위의 로리 그리고 컵볶이패션쇼             | 2006년 9월 26일  |
| 10회          | 고집 쟁이엉터리도 배워요벌릉 벌릉                    | 2006년 10월 10일 |
| 11회          | 시험을 망쳤어요고은이 공주님 둘째는 서러워           | 2006년 10월 17일 |
| 12회          | 개미고무줄 놀이억울해 2                              | 2006년 10월 24일 |
| 13회          | 병원 갔다 온 날사진 콘테스트고집불통                 | 2006년 10월 31일 |
| 14회          | 치사한 언니시인 도토리쿠폰을 모아라                  | 2006년 11월 7일  |
| 15회          | 엄마 미워꿈 속의 집이불 안에서 생긴 일               | 2006년 11월 14일 |
| 16회          | 장갑 한 짝헤어 컷산타의 선물                         | 2006년 11월 21일 |
| (최종회)17/56 | 빙글이 스토리집에 가는 길 2달리기 친구               | 2006년 11월 28일 |

## 관련 서적
- 필름북은 애니북스에서 총 3권으로 나누어서 간행되었다.

### 필름북 발행 일자
| 제목                 | 발행 일자       | 권차 |
| -------------------- | --------------- | ---- |
| 예감이 좋아          | 2006년 9월 15일 | 1권  |
| 삼백 원              | 2006년 9월 15일 | 1권  |
| 공기 놀이            | 2006년 9월 15일 | 1권  |
| 상처                 | 2006년 9월 15일 | 1권  |
| 말썽쟁이 빙글이      | 2006년 9월 15일 | 1권  |
| 억울해!              | 2006년 9월 15일 | 1권  |
| 치마                 | 2006년 9월 15일 | 1권  |
| 병아리 메리          | 2006년 9월 15일 | 1권  |
| 고집불통             | 2006년 9월 15일 | 1권  |
| 싼타의 선물          | 2006년 9월 15일 | 1권  |
| 장갑 한 짝           | 2006년 9월 15일 | 1권  |
| 헤어컷               | 2006년 9월 15일 | 1권  |
| 토리와 야수          | 2006년 12월 8일 | 2권  |
| 배가 고파요          | 2006년 12월 8일 | 2권  |
| 따라하기             | 2006년 12월 8일 | 2권  |
| 우리 집 딸           | 2006년 12월 8일 | 2권  |
| 고아바퀴             | 2006년 12월 8일 | 2권  |
| 비 오는 날           | 2006년 12월 8일 | 2권  |
| 괴담괴담             | 2006년 12월 8일 | 2권  |
| 숙제                 | 2006년 12월 8일 | 2권  |
| 빙글이 스토리        | 2006년 12월 8일 | 2권  |
| 고집쟁이             | 2006년 12월 8일 | 2권  |
| 다녀왔습니다         | 2006년 12월 8일 | 2권  |
| 뒷 이야기 모음       | 2006년 12월 8일 | 2권  |
| 보너스               | 2006년 12월 8일 | 2권  |
| 벌릉벌릉             | 2007년 3월 5일  | 3권  |
| 고무줄               | 2007년 3월 5일  | 3권  |
| 유치해               | 2007년 3월 5일  | 3권  |
| 개미                 | 2007년 3월 5일  | 3권  |
| 달리기 친구          | 2007년 3월 5일  | 3권  |
| 이불 안에서 생긴 일  | 2007년 3월 5일  | 3권  |
| 고은이 공주님        | 2007년 3월 5일  | 3권  |
| 사진 콘테스트        | 2007년 3월 5일  | 3권  |
| 쿠폰을 모아라!       | 2007년 3월 5일  | 3권  |
| 저금통장             | 2007년 3월 5일  | 3권  |
| 엄마 미워            | 2007년 3월 5일  | 3권  |
| 애니메이션 제작 후기 | 2007년 3월 5일  | 3권  |
| 보너스               | 2007년 3월 5일  | 3권  |

## 원작
- 원작 만화책은 2004년 11월 기준으로 5권까지 출간되었다.

### 토리의 유학 일기
| 권차 | 제목 | 발행 일자       |
| ---- | --- | --------------- |
| 1권  | 이사가는 날ABCD~Z미국에서 보낸 첫날잠 못 이루는 밤우리집학교가는 날내 친구 이야기특별 영어수업수영장에서허리케인비 온 다음 날수다쟁이남자 친구가 생겼어요?할로윈 데이크리스마스 선물스노우보너스 페이지 | 2004년 7월 30일 |